# Tự thuần hóa
Tự thuần hóa (Self-domestication) là quá trình thích nghi của động vật hoang dã đối với cuộc sống chung với con người, không có sự chọn lọc trực tiếp của con người đối với động vật đó. Thuật ngữ này cũng đã được sử dụng để chỉ các quá trình sinh học trong quá trình tiến hóa của những loài vượn nhân hình (Hominid), đặc biệt là người và vượn bonobo hướng tới hành vi hợp tác xã hội ("thuần hóa") và kiểm soát sinh sản. Động vật hoang dã có thể tự thuần hóa khi hành vi thuần hóa giúp tăng cường khả năng sống sót của chúng trong vùng lân cận của con người. Khoan dung hoặc thậm chí tận hưởng sự gần gũi của con người để kiếm ăn gần họ và giảm bớt sự hung hăng tự nhiên của người lớn, là hai khía cạnh của sự thuần hóa vì chúng sẽ hưởng lợi từ chuyện này.
Một môi trường hỗ trợ sự tồn tại của các loài động vật được thuần hóa có thể dẫn đến những thay đổi khác về hành vi và ngoại hình. Các hộp sọ nhỏ hơn thu được ở động vật đã được thuần hóa đã được nhận thấy ở các loài khác. Nhận thấy rằng hộp sọ của một con chó trông giống như của một con sói vị thành niên, nhà linh trưởng học người Anh Richard Wrangham tiếp tục nói rằng điều này dẫn đến suy nghĩ rằng các loài có thể tự thuần hóa. Tuy nhiên, nhà sinh vật học tiến hóa Abbey Drake đã phát hiện ra rằng" chó không phải là chó sói biến hình.  Các đặc điểm khác liên quan đến giai đoạn chưa thành niên như sủa và meo meo (âm thanh được sử dụng bởi sói con và mèo con của mèo lớn, tương ứng để giao tiếp với cha mẹ của chúng), sự vui tươi tăng lên và giảm sự hung hăng, cũng có thể được thấy ở các động vật thuần hóa.